# Iron Crown Enterprises
Iron Crown Enterprises (kurz: ICE) ist ein amerikanischer Spieleverlag. Bekannt ist das Unternehmen vor allem als Hersteller der Pen-&-Paper-Rollenspiele Rolemaster und MERS, es hat oder hatte aber auch Brett-, Miniaturen- und Sammelkartenspiele im Angebot.
Das in Virginia ansässige Unternehmen wurde 1980 gegründet. Seitdem erschienen neben dem Hauptwerk der Firma, Rolemaster, die an J. R. R. Tolkiens Werke angelehnten Mittelerde-Rollenspiel (MERS) und Middle-earth Collectible Card Game (MECCG) sowie die weiteren Rollenspiele Space Master, Cyberspace, High Adventure Role Playing (HARP) und das Kampagnensetting Shadowworld. 1989 kooperierte ICE mit Hero Games am Hero System. ICEs deutscher Lizenznehmer war lange Queen Games, für Rolemaster ist es seit 2006 Sonnenfeste.
Im August 1999 musste ICE Konkurs anmelden. Fans aus aller Welt sammelten Geld, um bei einer Versteigerung die Rechte an Rolemaster kaufen und die Marke neu beleben zu können. Die Anstrengungen reichten jedoch nicht aus, um auch die von Tolkien Enterprises erhaltene Lizenz für Mittelerde-Produkte zu halten; deshalb blieben MERS und MECCG eingestellt. Seit Februar 2002 vertreibt Iron Crown Enterprises wieder Produkte. Die Firma strebt an, jedes Jahr mindestens neun neue Produkte aus den Rolemaster-, Shadowworld- und Spacemaster-Reihen auf den Markt zu bringen.